# Joseph Hersch
Joseph Hersch (* 12. Juni 1925; † 3. Januar 2012; heimatberechtigt in Genf) war ein Schweizer Mathematiker und Professor an der ETH Zürich.

## Leben
Joseph Hersch war der Sohn von Liebmann Hersch, Professor der Demografie und Statistik an der Universität Genf, und seiner Frau Liba Hersch-Lichtenbaum (Cousine des Mathematikers Alfred Tarski), Ärztin in der Abteilung Abrüstung des Völkerbunds. Seine Eltern waren polnisch-jüdische Immigranten – der Vater stammte aus Pamūšis in Litauen und die Mutter aus Warschau. Beide waren 1904 aus Warschau in die Schweiz eingewandert. Er war der Bruder der Philosophin Jeanne Hersch und von Irène (geboren 1917). Im Dezember 1947 wurde er in Genf eingebürgert.
Hersch studierte von 1944 bis 1948 an der Abteilung Mathematik und Physik der ETH Zürich und promovierte 1954 mit Auszeichnung. Von 1955 bis 1957 arbeitete er als Assistent am mathematischen Seminar und erlangte 1958 die Venia Legendi für das Lehrgebiet Mathematik. Von 1957 bis 1962 war er Forscher beim Institut Batelle in Genf. Im Jahr 1962 wurde er vom Bundesrat zum ordentlichen Professor für höhere Mathematik in französischer Sprache der ETH Zürich gewählt. Während seiner Amtszeit stand er mehrere Jahre der Abteilung für Mathematik und Physik vor. Er emeritierte im Jahr 1990.

## Forschung
Hersch beschäftigte sich mit klassischer geometrischer Funktionentheorie und Variationsrechnung, insbesondere mit deren Anwendung auf Extremalprobleme in der mathematischen Physik. Er wurde durch seine zahlreichen wissenschaftlichen Publikationen international bekannt und anerkannt. Er war ein engagierter Lehrer und betreute als letzter den propädeutischen Unterricht für Mathematik in französischer Sprache an der ETH Zürich. Ein grosser Teil seiner Lehrtätigkeit fand an den Ingenieurabteilungen statt.

## Publikationen (Auswahl)
- Longueurs extrémales et théorie des fonctions. Diss. Math. ETH Zürich, Nr. 2294, 1955, doi:10.3929/ethz-a-000090221.
- mit Alfred Huber (Hrsg.): Complex analysis. Articles dedicated to Albert Pfluger on the occasion of his 80th birthday. Birkhäuser, Basel 1988, ISBN 3-0348-9158-X, doi:10.1007/978-3-0348-9158-5.